# Malaisius mollis
Malaisius mollis är en skalbaggsart som beskrevs av Gilbert John Arrow 1941. Malaisius mollis ingår i släktet Malaisius och familjen Melolonthidae. Inga underarter finns listade i Catalogue of Life.